# 賀南儒
賀南儒（1539年—？），字懷珍，號雲樓，浙江嘉興府海鹽縣人，民籍，明朝政治人物。

## 生平
嘉靖三十四年（1555年）乙卯科浙江鄉試第七十二名舉人，隆慶五年（1571年）中式辛未科會試第二百一名，三甲第四十八名進士。都察院觀政，授福建閩縣知縣，卒于官。

## 家族
曾祖賀宥；祖父賀岳；父賀陛，縣丞。母朱氏；繼母鞏氏。具慶下。弟賀南良、賀南徵、賀南極、賀南閶。